# Selentrioxid
Selentrioxid är en kemisk förening mellan selen och syre med formeln SeO3.

## Egenskaper
Selentrioxid är termodynamiskt instabil och sönderfaller gärna till selendioxid och syrgas.
{\displaystyle {\rm {2\ SeO_{3}\rightarrow 2\ SeO_{2}+O_{2}}}}
I gasform är Selentrioxid monomeriskt, men i fast form bildar det tetrameren Se4O12.

## Framställning
Selentrioxid kan framställas genom att reagera kaliumselenat (K2SeO4) med svaveltrioxid (SO3).
{\displaystyle {\rm {K_{2}SeO_{4}+SO_{3}\rightarrow SeO_{3}+K_{2}SO_{4}}}}

## Användning
Selentrioxid används vid tillverkning av solceller.